# Río Maule
Río Maule är ett vattendrag  i Chile. Det ligger i den södra delen av landet, 260 km sydväst om huvudstaden Santiago de Chile. Vattendraget rinner upp i Laguna del Maule och mynnar ut i Stilla havet. 
I omgivningen kring Río Maule växer i huvudsak städsegrön lövskog och området är ganska glesbefolkat, med 47 invånare per kvadratkilometer.